# Артемьевская (Шенкурский район)
Артемьевская — деревня в Шенкурском районе Архангельской области. Входит в состав муниципального образования «Верхопаденьгское».

## География
Деревня расположена в южной части Архангельской области, в таёжной зоне, в пределах северной части Русской равнины, в 83 километрах на запад от города Шенкурска, на левом берегу реки Паденьга при впадении в неё притока Манеба. Ближайшие населённые пункты: на востоке деревня Горбачевская.
Часовой пояс
Артемьевская, как и вся Архангельская область, находится в часовой зоне МСК (московское время). Смещение применяемого времени относительно UTC составляет +3:00.

## Население
| 2002 | 2010 | 2012 |
| ---- | ---- | ---- |
| 299  | ↘214 | ↗283 |

## История
В деревне находилась приписная церковь от Верхнепаденгского Покровского прихода. Деревянная церковь 1886 года постройки была освящена в 1888 году в честь святого Николая Мирликийского. Значительное пожертвование на строительство церкви в размере 400 рублей сделал местный крестьянин, заштатный псаломщик В. Воюшин. В настоящее время церковь утрачена.
В «Списке населенных мест Архангельской губернии к 1905 году» деревня Артемьевская (Орлово) насчитывает 40 дворов, 121 мужчина и 140 женщин.  В административном отношении деревня входила в состав Верхопаденгского сельского общества Верхопаденгской волости.
На 1 мая 1922 года в поселении 75 дворов, 143 мужчины и 197 женщин.